# 人事院
人事院（じんじいん、英語: National Personnel Authority、略称: NPA）は、日本の行政機関のひとつ。国家公務員の人事管理の公正中立と統一を確保し、労働基本権制約の代償機能を果たすため、人事院規則の制定・改廃、不利益処分審査の判定、給与に関する勧告等を行う行政委員会である。
国家公務員法第2章に基づき設置された「中央人事行政機関」であり、人事行政の公平性を保つため、人事院自体は内閣に属するものの、その権限は内閣から独立して行使することができる。

## 概説

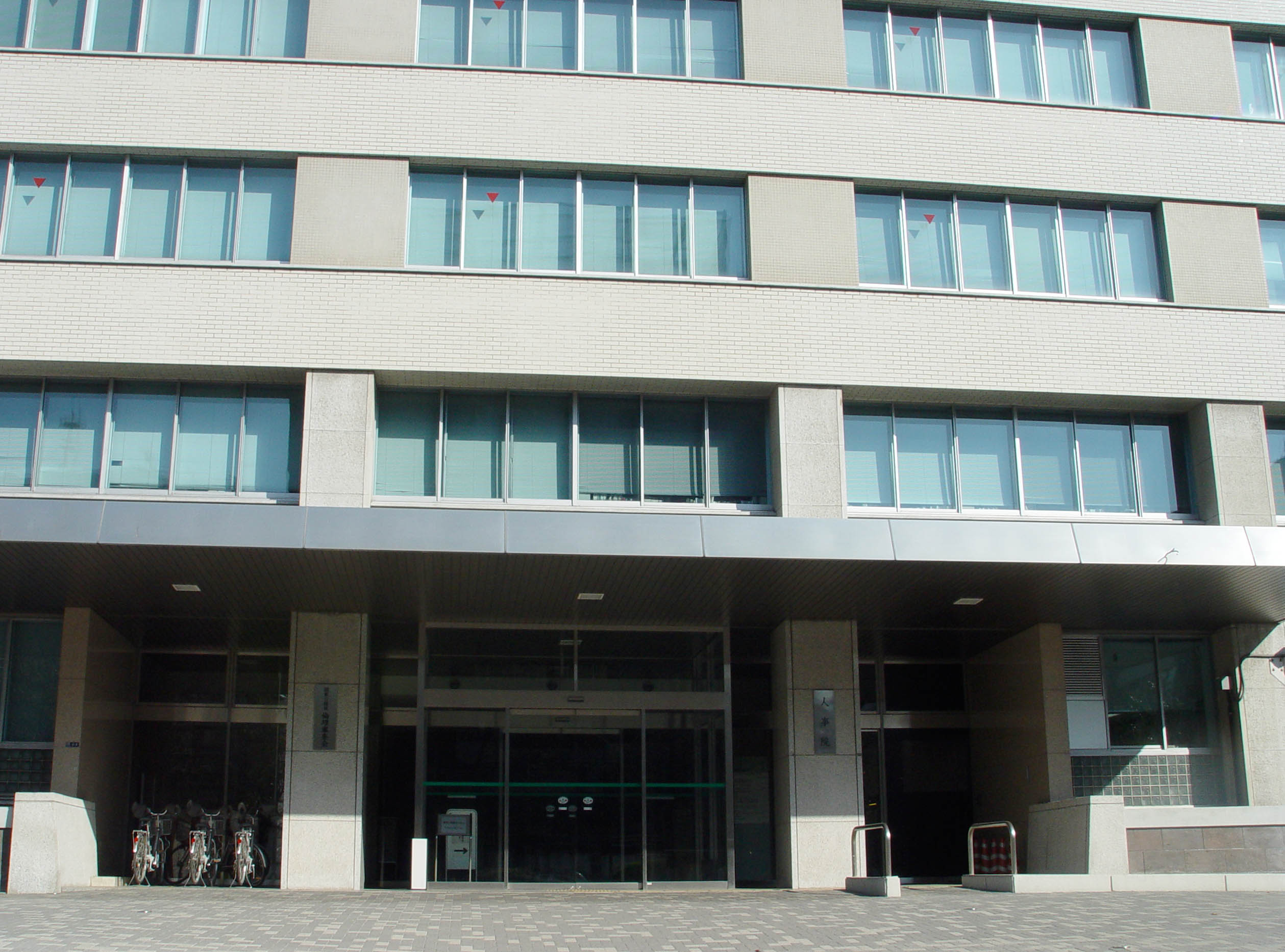
人事院庁舎

前述のとおり、人事院は国家公務員法（国公法）に定められた中央人事行政機関のひとつである。中央人事行政機関とは、国家公務員のうち一般職に属する職員の人事管理の基準を定めたり、各省庁の任命権者が行う人事管理を総合調整したりする機関であり、人事院の他には内閣総理大臣がある。人事院と内閣総理大臣の所管事項はそれぞれ異なり、人事院は国家公務員法運用の中軸機関としての地位を占める。
給与その他の勤務条件の改善及び人事行政の改善に関する勧告（人事院勧告）、採用試験、任用、分限、研修、給与、懲戒、苦情の処理、職務に係る倫理の保持その他職員に関する人事行政の公正の確保及び職員の利益の保護等に関する事務をつかさどる（国公法第3条第2項）。この中には、人事院規則の制定権などの準立法的権限、行政措置要求や不利益処分審査請求の判定権などの準司法的権限、給与の勧告権、人事行政の調査権など重要な権限が含まれる。かつては職階制に関する事務もつかさどるとされていたが、第166回国会（2007年）の国公法改正により職階制そのものが廃止されたため、職階制に関する事務も廃止された。
近代的公務員制度における人事管理は、行政の継続性と専門性を確保するため、政党その他による一切の情実を排除し、能力主義、実績主義（資格任用制）を徹底しなければならない。また、現代の行政は著しく複雑膨大化、専門化しているので、人事行政には科学的調査研究を基礎とする人事管理技術を通して、専門性と統一性を確保する必要がある。さらに公務員は労働基本権が制限されているため、その代償措置として、使用者である政府から独立した第三者機関が職員の利益を保護する必要がある。
これらの要請に応えるため、人事院はいわゆる行政委員会の一種として強い権限と独立性を与えられている。さらに、公正取引委員会や中央労働委員会など他の行政委員会が、内閣府や省に「外局」（国家行政組織法第3条第3項）として所属しているのに対し、人事院は直接「内閣の所轄の下」（国公法第3条第1項）にある。すなわち、人事院の所管する国家公務員法が人事院の設置法となっており、国家行政組織法は適用されないこととなっている（国公法第4条第4項）。その独立性は日本国憲法上の明文規定による機関である裁判所や会計検査院には及ばない（これらの廃止、憲法によって直接与えられた権限の縮小などには憲法典自体の改正が不可欠であるが、人事院は法律により設置されているため、法律の改廃によって行える。）ものの、内閣の下にある行政機関の中では極めて強固なものである。
人事院は3人の人事官をもって組織される合議制の執行機関である。人事官は、両議院の同意を経て内閣によって任命され、うち1人は人事院を代表する人事院総裁として命ぜられる。人事院の意思決定は少なくとも1週間に1回行われる人事院会議による。人事院の下には、事務部門である事務総局が置かれ、人事院が予算の範囲内において事務総長以下の職員が任命する。また、国公法及び国家公務員倫理法に基づき、国家公務員倫理審査会が設置されている。
人事院はその内部機構をみずから管理するものとし、国家行政組織法及び行政機関の職員の定員に関する法律（総定員法）は適用されない（国公法第4条第4項、総定員法第1条）。したがって、人事院は事務総局の組織、定員に関し内閣人事局の規制を受けずに人事院規則によって独自に定めることができる（第13条第2項）。
人事院が編集する白書には「公務員白書」がある。これは、国家公務員法第24条の規定により、毎年、人事院が内閣と国会に対して業務の状況を報告するために提出する「年次報告書」を収録した政府刊行物である。また、定期刊行の広報誌として、「人事院月報」を月刊で発行している。ウェブサイトのURLのドメイン名は「www.jinji.go.jp」。
国家公務員や職域を表彰する「人事院総裁賞」を実施している。選考は民間の有識者が行う。

## 設立の経緯
国家公務員法の一次改正によって、1948年12月に臨時人事委員会の組織・権限を強化する形で発足した。GHQ民政局公務員課長のブレーン・フーバーの絶大な支援の下に、人事行政の一元化を目指して設置された。設立当初の人事院はGHQの後ろ盾もあり、強い権勢を誇っていた。例として旧内務省が入居していた内務省ビルは、人事院が奪い取るかたちで「人事院ビル」と改称している。ほか、各省庁の反発を押し切って○×式試験を強行したこともあった。
廊下にまではみ出して執務をしていた各省とは違い、人事院は僅かな人員で広いオフィスを独占し、調度はすべてアメリカンスタイルの新品であった。フーバーは「悪名高き内務官僚を入れてはならない」と厳命しており、人事官をはじめとする重要ポストから旧内務官僚は排除されていたが、フーバーの帰国によってこの鉄則は崩れ、以後、多数の旧内務官僚が要職に就いた。
人事院は経済安定本部と並び、GHQのお声がかりで設立された役所であるため、日本の主権回復後にGHQという後ろ盾を失った二つの役所は一転して窮地に陥った。経済安定本部は廃止され、人事院も行政機構改革や行政整理のたびに廃止論が出ていた。

## 沿革
- 1947年（昭和22年）11月1日 - 国家公務員法に基づき、内閣総理大臣の所轄の下に臨時人事委員会が設置される。国の機関としての正式な「人事委員会」の開設日が「昭和23年7月1日から昭和24年1月1日までの間」と設定されたため、それまでの臨時代替機関として発足した。ただし、この時点では人事委員会発足に備える準備をするための権限に限られ、人事行政に関して対外的に命令を発するなどの本格的な権限は与えられなかった。
- 1948年（昭和23年）
  - 7月1日 - 人事委員会発足まで、臨時人事委員会が人事行政に関する権限を行使することが認められた。
  - 12月3日 - 国家公務員法（第1次改正）により、当初予定していた「人事委員会」としての発足を見ないまま、内閣の所轄の下に「人事院」が設置される（臨時人事委員会は廃止）。
- 1965年（昭和40年）5月19日 - ILO87号条約の批准に伴う国家公務員法等の改正により、内閣の指揮監督に関する事項を扱い、政府の対組合の窓口となる機関として総理府に人事局（現在の内閣人事局）が設けられ、人事院の機能の一部が移管された。
- 2008年（平成20年）6月13日 - 人事院の機能の一部を移管して新たに内閣官房に内閣人事局を設置することなどを定めた国家公務員制度改革基本法が公布・施行される。

## 所掌事務
国家公務員法により、人事院は、給与その他の勤務条件の改善及び人事行政の改善に関する勧告、採用試験及び任免、給与、研修、分限、懲戒、苦情の処理、職務に係る倫理の保持その他職員に関する人事行政の公正の確保及び職員の利益の保護等に関する事務をつかさどる（第3条第2項）。
「給与その他の勤務条件の改善及び人事行政の改善に関する勧告」は人事院勧告と通称され、その一つに給与勧告がある（詳細は人事院勧告を参照）。これは国家公務員の給与水準を民間に均衡させること（民間準拠）を原理として運用されている。具体的には「民間給与実態調査」で従業員50人以上の事業所を対象に給与制度や金額を調査し、そのデータをもとにして官民給与較差を算出し、その分だけ給与水準の上下を勧告している。国家公務員の給与水準の決定に強い影響をおよぼすことから、人事院の権限中、重も重要視される。

## 組織
人事院の内部組織は「人事院規則二―三―二五（人事院事務総局等の組織）が規定している。国家公務員法第4条第4項により、「人事院は、その内部機構を管理する」とされているためであるが、会計検査院では、法律で各局の設置を規定し、細目を会計検査院規則で定めるのに対し、人事院では、国家公務員法自体には事務総局を置く規定のみで、「事務総局の組織及び法律顧問に関し必要な事項は、人事院規則でこれを定める。」（第13条第2項）とすべて人事院規則によるとしている。

### 人事官・人事院会議
- 人事院総裁（人事官）
- 人事官（人事院総裁のほか2名）

人事院は人事官3人をもって組織される（詳細は人事官を参照）。「人事官は、人格が高潔で、民主的な統治組織と成績本位の原則による能率的な事務の処理に理解があり、且つ、人事行政に関し識見を有する年齢35年以上の者の中から、両議院の同意を経て、内閣が、これを任命する」こととされている（国公法第5条）。また、その任免は天皇が認証する。人事官のうち1人は人事院総裁として任命され、院務を総理し、人事院を代表する。
人事官の任命条件には「人事官の任命については、その中の2人が、同一政党に属し、又は同一の大学学部を卒業した者となることとなつてはならない」（第5条第5項）という規定も置かれている。このように出身大学学部の重複が禁止された官職は他になく、国家公務員法の制定・一次改正を主導したGHQのブレイン・フーヴァー（Blaine Hoover）公務員課長が東大法科出身の官僚による学閥支配を防ぐことを意図して設けた規定と言われる。第2代目（1953年）から2009年まで、人事官は事務系官僚が1人、技術系が1人、全国紙やNHKなどのマスコミ系が1人という出身構成が慣例であった。人事官の任期は1期4年、最長で3期まで再任できる。また国公法で定める場合を除き、その意に反して罷免することはできず、強くその身分が保障されている。そのため、内閣が交代しても人事官の人事は直接影響を受けない。
人事院会議は少なくとも週1回は開くことが常例とされ、その議決を要する事項には、人事院規則の制定改廃、人事院勧告、公平審査の判定などが国家公務員法第12条第6項に列挙されている。なお、事務総長は会議に幹事として出席し、議事録を作成する。人事院の下には事務総局、国家公務員倫理審査会、法律顧問、人事院総裁秘書官を置く。事務総長は総裁の職務執行の補助者となり、その一般的監督の下に、人事院の事務上及び技術上のすべての活動を指揮監督する。

### 事務総局
国家公務員法第13条により、人事院の下に事務総局がおかれている。事務総長以下の機関は「人事院規則二―三―二五（人事院事務総局等の組織）」が規定している。長は事務総長で、事務総局の事務を総括する。内部部局として5課4局が置かれ、5課は省庁における国家行政組織法上の官房に相当する。内部部局の外には公務員研修所、地方事務局等、委員会等が置かれ、それぞれ国家行政組織法上の施設等機関、地方支分部局、審議会等に準ずるものとされる。
- 事務総長
- 総括審議官
- 審議官兼公文書監理官
- サイバーセキュリティ・情報化審議官
- 政策立案参事官
- 総務課 - 広報室
- 企画法制課 - 法制調査室
- 人事課 - 能率厚生管理室
- 会計課
- 国際課
- 職員福祉局 - 職員福祉課、審査課、補償課
- 人材局 - 企画課、試験課、研修推進課、首席試験専門官
- 給与局 - 給与第一課、給与第二課、給与第三課、生涯設計課

給与第二課は、給与についての法令の実施、級別定数の設定及び維持管理を所掌。歴代課長は1953年4月より財務省（旧大蔵省）からの出向者が務めてきた。元人事院公平局審議官の川村裕三は、この人事の理由について級別定数が「予算の範囲内で」設定することになっている（給与法第8条第1項）からかもしれないと述べている。また給与第二課長だけが専用の課長室があり、他の課長のように大部屋ではなかったと振り返っている。
- 公平審査局 - 調整課、職員相談課、首席審理官

#### 公務員研修所
主に各府省の推薦する上級管理者・職員や合同研修対象職員に対して行う合同研修をつかさどる施設である。埼玉県入間市に所在。事務組織として教務部を置くほか、教授14人（うち10人は併任）を置き、教授、演習の指導及び調査研究を行う。

#### 地方事務局等
地方事務局は各管轄区域における人事院の事務計画の実施をつかさどる。全国に8つの地方事務局があり、それぞれに総務課、第一課、第二課の3課が置かれている。なお、沖縄は当分の間那覇市にある沖縄事務所が管轄することになっており、こちらは総務課と調査課の2課を置く。
各地方事務局等の所在地と管轄区域は次の通りである。
- 人事院北海道事務局 - 札幌市。北海道
- 人事院東北事務局 - 仙台市。青森県、岩手県、宮城県、秋田県、山形県、福島県
- 人事院関東事務局 - さいたま市。茨城県、栃木県、群馬県、埼玉県、千葉県、東京都、神奈川県、山梨県、新潟県、長野県
- 人事院中部事務局 - 名古屋市。岐阜県、静岡県、愛知県、三重県、富山県、石川県、福井県
- 人事院近畿事務局 - 大阪市。滋賀県、京都府、大阪府、兵庫県、奈良県、和歌山県
- 人事院中国事務局 - 広島市。鳥取県、島根県、岡山県、広島県、山口県
- 人事院四国事務局 - 高松市。徳島県、香川県、愛媛県、高知県
- 人事院九州事務局 - 福岡市。福岡県、佐賀県、長崎県、熊本県、大分県、宮崎県、鹿児島県
- 人事院沖縄事務所 - 那覇市。沖縄県

#### 委員会等
- 公平委員会
- 苦情審査委員会
- 災害補償審査委員会
- 健康専門委員
- 安全専門委員
- 試験専門委員

## 所管法人
人事院が主管する独立行政法人は2024年4月1日現在、存在しない。
人事院が主管する特殊法人は2024年4月1日現在存在しない。
人事院が主管する特別の法律により設立される民間法人、認可法人、地方共同法人及び特別の法律により設立される法人は存在しない。

## 財政
人事院総裁は、財政法第20条第2項に規定する各省各庁の長ではないため、予算上は人事院は、内閣の一部の扱いとなる。
2024年度（令和6年度）一般会計当初予算における内閣所管の歳出予算のうち人事院は、87億8401万4千円である。
上記のように人事院は、財政法の各省各庁ではないため、人事院所管の特別会計という概念はない。

## 職員
一般職の在職者数は2023年7月1日現在、578人（男性364人、女性214人）である。
人事院規則二―一四（人事院の職員の定員） に定められた人事院の定員は621人。
2024年度一般会計予算における予算定員は特別職5人、一般職621人の計626人である。
人事院職員は一般職の国家公務員であるため、労働基本権のうち争議権及び団体協約締結権は国家公務員法により認められていない。団結権は保障されており、職員は労働組合として国公法の規定する「職員団体」を結成し、若しくは結成せず、又はこれに加入し、若しくは加入しないことができる（国公法第108条の2第3項）。
2024年3月31日現在、人事院に登録された職員団体の数は単一体1となっている。組合員数は14人、組織率は3.3%となっている。組織率は13府省2院の平均である33.4%を30.1ポイント下回っている。職員団体は人事院職員組合（略称:人職）といい、1948年12月11日結成。国公産別の国公労連（全労連加盟）に加盟している。

## 事務総局の幹部
2025年（令和7年）4月1日現在、事務総局の幹部（指定職）は以下のとおりである。
| 事務総長                                   | 佐々木雅之 |
| 事務総局総括審議官                         | 堀内斉     |
| 事務総局審議官                             | 長谷川一也 |
| 事務総局審議官（研修・国際担当）           | 鈴木秀雄   |
| 事務総局サイバーセキュリティ・情報化審議官 | 平野隆一   |
| 職員福祉局長                               | 荒井仁志   |
| 職員福祉局次長                             | 前田聡子   |
| 職員福祉局職員団体審議官                   | 住吉威彦   |
| 人材局長                                   | 米村猛     |
| 人材局審議官                               | 荒竹宏之   |
| 人材局試験審議官                           | 府川陽子   |
| 給与局長                                   | 荻野剛     |
| 給与局次長                                 | 植村隆生   |
| 公平審査局長                               | 役田平     |
| 公平審査局審議官                           | 吉田德幸   |
| 公務員研修所長                             | 髙尾憲司   |
| 公務員研修所副所長                         | 岸本康雄   |
| 公務員研修所副所長（併）                   | 荒竹宏之   |
| 関東事務局長                               | 鈴木敏之   |
| 中部事務局長                               | 石水修     |
| 近畿事務局長                               | 木村秀崇   |
| 九州事務局長                               | 原田三嘉   |
| 国家公務員倫理審査会事務局長               | 近藤明生   |

## 歴代人事院総裁
- 前身の臨時人事委員長も含めて記載。臨時人事委員長はその職自体が認証官である。人事院総裁は人事官としては認証官であるが、人事院総裁の職は天皇による認証の対象ではない。
- 臨時人事委員長は、国家公務員法附則第2条第5項の規定により、人事院の設置（1948年12月3日）から人事官の任命（人事院設置後5日以内。実際は同月7日発令）までの間は、「人事官の地位に在るものとみな」され、「人事院総裁の職務を行う」とされたが、下表ではその5日間の在任は人事院総裁（人事官）として扱わない。
- 人事官の任期は4年。ただし、初代人事院総裁である淺井清の人事官1期目は国家公務員法附則第4条の特例措置により任期5年、同3期目は同法第7条第2項ただし書の制限により任期3年。
- 再任は個別の代として記載。
- 退任日に付した（願）は任期途中の依願退任、（亡）は死亡。付していないものは人事官としての任期満了に伴う総裁自然退任。
- 空席期間又は総裁の海外出張時においては、国家公務員法第11条第3項の規定により、先任の人事官が「人事院総裁職務代行」として職務を遂行する。

| 代                       | 氏名       | 在任期間                            | 総裁就任前の主要役職             |
| ------------------------ | ---------- | ----------------------------------- | -------------------------------- |
| 臨時人事委員長（認証官） |            |                                     |                                  |
| -                        | 浅井清     | 1947年11月1日 - 1948年12月7日（法） | 慶應義塾大学教授                 |
| 人事院総裁               |            |                                     |                                  |
| 1                        | 浅井清     | 1948年12月7日 - 1953年12月6日       | （前掲）                         |
| 2                        | 浅井清     | 1953年12月7日 - 1957年12月6日       | （前掲）                         |
| 3                        | 浅井清     | 1958年2月6日 - 1961年2月5日         | （前掲）                         |
| 4                        | 入江誠一郎 | 1961年3月2日 - 1962年7月25日（亡）  | 内務省警保局外事課長             |
| 5                        | 佐藤達夫   | 1962年9月3日 - 1964年2月10日        | 内閣法制局長官                   |
| 6                        | 佐藤達夫   | 1964年2月24日 - 1968年2月23日       | 内閣法制局長官                   |
| 7                        | 佐藤達夫   | 1968年3月7日 - 1972年3月6日         | 内閣法制局長官                   |
| 8                        | 佐藤達夫   | 1972年3月15日 - 1974年9月12日（亡） | 内閣法制局長官                   |
| 9                        | 藤井貞夫   | 1974年12月24日 - 1976年3月14日      | 自治省行政局長・消防庁長官       |
| 10                       | 藤井貞夫   | 1976年4月1日 - 1980年3月31日        | 自治省行政局長・消防庁長官       |
| 11                       | 藤井貞夫   | 1980年4月1日 - 1984年2月27日（願）  | 自治省行政局長・消防庁長官       |
| 12                       | 内海倫     | 1984年2月27日 - 1984年3月31日       | 警察庁刑事局長・防衛事務次官     |
| 13                       | 内海倫     | 1984年4月2日 - 1988年4月1日         | 警察庁刑事局長・防衛事務次官     |
| 14                       | 内海倫     | 1988年4月2日 - 1990年4月1日（願）   | 警察庁刑事局長・防衛事務次官     |
| 15                       | 彌富啓之助 | 1990年4月2日 - 1992年4月1日         | 衆議院事務総長                   |
| 16                       | 彌富啓之助 | 1992年4月2日 - 1996年4月1日         | 衆議院事務総長                   |
| 17                       | 彌富啓之助 | 1996年4月2日 - 1997年6月23日（願）  | 衆議院事務総長                   |
| 18                       | 中島忠能   | 1997年6月24日 - 2000年4月1日        | 人事院事務総長（自治省出身）     |
| 19                       | 中島忠能   | 2000年4月4日 - 2004年4月3日         | 人事院事務総長（自治省出身）     |
| 20                       | 佐藤壮郎   | 2004年4月5日 - 2006年4月11日        | 通商産業省工業技術院長           |
| 21                       | 谷公士     | 2006年4月12日 - 2008年4月4日        | 郵政事務次官・人事官             |
| 22                       | 谷公士     | 2008年4月8日 - 2009年9月11日（願）  | 郵政事務次官・人事官             |
| 23                       | 江利川毅   | 2009年11月18日 - 2012年4月7日       | 内閣府事務次官・厚生労働事務次官 |
| 24                       | 原恒雄     | 2012年4月11日 - 2014年4月11日       | 東海旅客鉄道副社長・人事官       |
| 25                       | 一宮なほみ | 2014年4月12日 - 2017年6月21日       | 仙台高等裁判所長官・人事官       |
| 26                       | 一宮なほみ | 2017年6月22日 - 2021年6月21日       | 仙台高等裁判所長官・人事官       |
| 27                       | 川本裕子   | 2021年6月23日 - 現職                | 早稲田大学大学院教授             |

## 関連人物
- 合田秀樹（在キルギス特命全権大使）
- 西村京太郎（作家）
- 立花宏 - 人事官（2018年 - 2022年）。日本経済団体連合会の役員